# Bezzia papuae
Bezzia papuae är en tvåvingeart som beskrevs av Tokunaga 1966. Bezzia papuae ingår i släktet Bezzia och familjen svidknott. Inga underarter finns listade i Catalogue of Life.